# Palmichal
Palmichal är en ort i Costa Rica.   Den ligger i provinsen San José, i den centrala delen av landet, 17 km sydväst om huvudstaden San José. Palmichal ligger 1 098 meter över havet och antalet invånare är 1 545.
Terrängen runt Palmichal är huvudsakligen kuperad, men österut är den bergig. Runt Palmichal är det ganska tätbefolkat, med 207 invånare per kvadratkilometer. Närmaste större samhälle är San José, 17,0 km nordost om Palmichal. I omgivningarna runt Palmichal växer i huvudsak städsegrön lövskog.